# Model Hodgkin–Huxley

Components bàsics dels models de tipus Hodgkin-Huxley que representen la característica biofísica de les membranes cel·lulars. La bicapa lipídica es representa com una capacitat (C_{m}). Els canals iònics dependents de voltatge i les fuites es representen per conductàncies no lineals (g_{n}) i lineals (g_{L}), respectivament. Els gradients electroquímics que impulsen el flux d'ions estan representats per bateries (E), i les bombes i intercanviadors d'ions estan representats per fonts de corrent (I_{p}).

El model Hodgkin-Huxley, o model basat en la conductància, és un model matemàtic que descriu com s'inicien i es propaguen els potencials d'acció de les neurones. És un conjunt d'equacions diferencials no lineals que aproximen les característiques elèctriques de les cèl·lules excitables com les neurones i les cèl·lules musculars. És un sistema dinàmic de temps continu.
Alan Hodgkin i Andrew Huxley van descriure el model l'any 1952 per explicar els mecanismes iònics subjacents a l'inici i propagació dels potencials d'acció a l'axó gegant del calamar. Van rebre el Premi Nobel de Fisiologia o Medicina l'any 1963 per aquest treball.